# همراه‌کار بلک اند دیکر

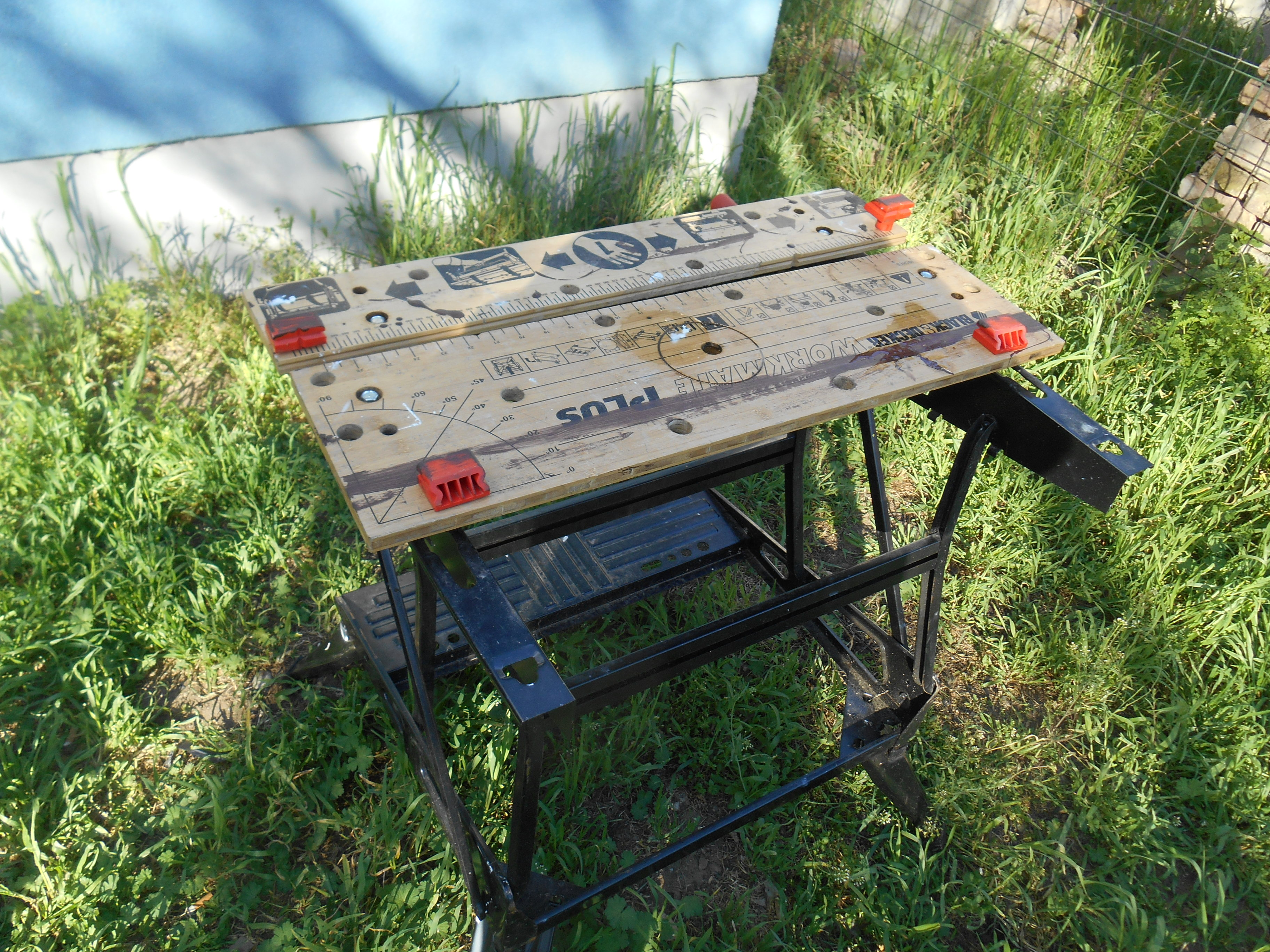
«همراه‌کار پلاس»، با مته‌گردبر نمره‌گذاری‌شده و با رنگ لیسه‌شده، به‌عنوان بخشی از DIY عمومی

همراه‌کار بلک اند دیکر (به انگلیسی: Black & Decker Workmate) یک میزکار قابل حمل همه‌منظوره و ابزار نجاری عمومی است که با مارک بلک اند دکر تولید می‌شود. این یک میز تاشو برای حمل و نقل است، اما هنگامی که بسته می‌شود ارتفاع آن حدود ۳ فوت (۱ متر) است. رویه میز از دو فک چوبی تشکیل شده‌است که یکی از آنها ثابت است و دیگری می‌تواند بر روی میله‌های رزوه‌ای که توسط دسته‌هایی کار می‌کنند به داخل و خارج منتقل شود، بنابراین می‌توان از آن به عنوان یک میز برای نگه داشتن چوب، فلز و سایر قطعات در حین کار بر روی آنها استفاده کرد. پایه‌ها به گونه ای طراحی شده‌اند که بتوانند وزن یک انسان را تحمل کنند تا بتواند به عنوان چهارپایه برای رسیدن به سطوح بلند مورد استفاده قرار گیرد و دارای سوراخ‌هایی برای نگهداری ابزار هنگام کار یا دریل‌کاری است. لبه‌های آن با اندازه‌ها و زاویه‌ها چاپ می‌شود، و اگرچه نمی‌توان از آن به عنوان ارهٔ فارسی‌بُر استفاده کرد، فک‌ها به اندازه کافی گسترده هستند که می‌توانند یکی را نگه دارند یا یک جعبه فارسی را بگیرند.
هنگامی که طراح رون هیکمن اختراع‌شد، در متقاعد ساختن کسی به فروش همراه‌کار مشکلی داشت و خود آنها را در نمایشگاه‌های تجاری فروخت. او اولین موفقیت خود را در سال ۱۹۶۸ پس از متقاعد ساختن مجله DIY به وی اجازه داد تا در نمایشگاه خانه ایده‌آل در لندن به نمایش گذاشته شود، که باعث‌شد ۱۸۰۰ واحد در آن سال به فروش برسد.